# Rwandiska patriotiska fronten
Rwandiska patriotiska fronten, förkortad FPR (franska: Front patriotique rwandais), är ett nationalistiskt politiskt parti i Rwanda. FPR var ursprungligen en etnisk gerillaorganisation för folkgruppen tutsier och är det styrande politiska partiet i Rwanda sedan år 1994.

## Historia

### Bakgrund
Grunden till Rwandiska patriotiska fronten skapades av rwandiska flyktingar tillhörande tutsifolket som befann sig i grannlandet Uganda och som efter störtandet av Idi Amin år 1979 för första gången kunde organisera sig politiskt. Rwandiska intellektuella i exil i Nairobi bildade samma år Rwandese Alliance for National Unity som forum för att diskutera flyktingarnas önskan om återvändo till sitt hemland. Många rwandiska flyktingar hade stridit på den segrande sidan i kriget mellan Uganda och Tanzania som ledde till maktskiftet i Kampala 1979 men inga afrikanska länder var särskilt välkomnande mot de runt 500 000 rwandiska flyktingarna, varav en del hade bott i årtionden utanför Rwandas gränser på grund av etniska konflikter i landet och de allra flesta bodde i Uganda, och Rwandas president Juvénal Habyarimana vägrade låta dem återvända. Efter att Yoweri Museveni tog makten i Uganda 1986 förbättrades de rwandiska tutsiflyktingarnas situation och i december 1987 ombildades Rwandese Alliance for National Unity till en väpnad organisation: Rwandiska patriotiska fronten, med ett ledarskap som bestod av krigsveteraner från inbördeskriget i Uganda istället för intellektuella. De främsta ledarna var Paul Kagame och Fred Rwigyema, som blev rebellernas ledare.

### Väg till makten
I oktober 1990 korsade runt 2500 medlemmar i Rwandiska patriotiska fronten, soldater som officiellt tjänstgjorde i Ugandas armé, gränsen till Rwanda i vad som blev början på inbördeskriget i Rwanda. Ugandas regering försökte förhindra invasionen genom att sätta upp vägspärrar, både för att förhindra ytterligare deserteringar till en invasion president Museveni inte stödde och samtidigt förhindra de som faktiskt hade begett sig in i Rwanda för att strida från att återvända till Uganda. Frankrike, Belgien och Zaire skickade militär till den rwandiska regeringens stöd och även om endast det franska bidraget till Kigalis försvar visade sig vara av betydelse slogs invasionen tillbaka innan månadens slut. Samtidigt började myndigheterna i Rwanda hetsa mot tutsifolket som medskyldiga till konflikten. Fred Rwigyema dödades bara tre dagar efter att invasionen hade inletts. Paul Kagame, som vid tillfället för invasionen studerade vid militärakademin i Fort Leavenworth i USA, reste tillbaka i mitten av oktober för att ta kontroll över den då splittrade och demoraliserade gerillarörelsen. Alexis Kanyarengwe, en rwandier ur hutufolket, utsågs 1990 till FPR:s ordförande. Utnämningen skedde främst för att visa att rebellerna inte enbart bestod av tutsier utan var etniskt inklusiva, men Kanyarengwe saknade verklig makt gentemot Kagame. Det samma gällde Pasteur Bizimungu, också han av hutuetnicitet med tidigare nära kopplingar till den styrande eliten men som sedan gick med i FPR. I realiteten var tutsier fortsatt i överväldigande majoritet bland både medlemmar och befäl men man gjorde regelbundet aktiva försök att rekrytera hutuer under krigets gång.
De följande åren kunde FPR från sina läger högt uppe i de svårtillgängliga Virungabergen under Paul Kagames ledning bedriva ett gerillakrig mot Rwandas regering som tvingades införa flerpartisystem och senare även skriva under Arushaöverenskommelsen om att dela makten med oppositionsgrupper i landet. En skör vapenvila som inleddes 1993 bröts slutgiltigt i april 1994 när president Juvénal Habyarimanas privata jetflygplan, med förutom honom själv även grannlandet Burundis president Cyprien Ntaryamira ombord, sköts ner och den redan extremt spända situationen i landet exploderade i etniskt våld som kom att utvecklas till folkmordet i Rwanda. Den rwandiska armén gick till anfall mot FPR-soldater som befann sig i huvudstaden i och med den tidigare vapenvilan och Kagame beordrade samtidigt rebellerna att åter ta upp vapnen mot regeringen och armén. I mitten av juli 1994 hade rebellerna tagit makten i huvudstaden Kigali och säkrat kontrollen över hela landet. Pasteur Bizimungu utsågs till Rwandas president med Paul Kagame som vicepresident och försvarsminister. Rwandiska patriotiska fronten ombildades till ett politiskt parti och separerades från dess väpnade styrkor som blev Rwandiska patriotiska armén, landets nya försvarsmakt. För både många rwandier och utomstående observatörer saknade den nya presidenten verkligt inflytande då all makt i praktiken låg i händerna på vicepresidenten, general Kagame.

### Efter maktövertagandet 1994
Paul Kagame tog över partiledarposten 1998 och utsågs till Rwandas president i mars år 2000. I parlamentsvalet 2003, de första allmänna valen i landet sedan 1988, vann FPR 33 av 53 platser i parlamentet och bildade en koalitionsregering där man var fortsatt dominerande i landets politik. Partiet har fört en nationalistisk politik med fokus på att ena det efter folkmordet svårt sargade samhället. Man har fokuserat starkt på Rwandas ekonomiska utveckling och sociala harmoni, men har kritiserats av människorättsorganisationer för att inte tolerera någon som helst opposition mot president Kagames styre. FPR dominerar fortsatt alla delar av statsapparaten, medielandskapet och det politiska livet.